# 1873 en Nouvelle-Écosse
Chronologie de la Nouvelle-Écosse
- 1869
- 1870
- 1871
- 1872
- 1873
- 1874
- 1875
- 1876
- 1877

Cette page concerne des événements d'actualité qui se sont produits durant l'année 1873 dans la province canadienne de la Nouvelle-Écosse.

## Politique

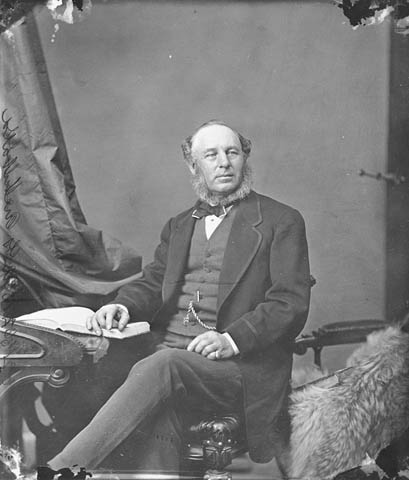
Adams George Archibald

- Premier ministre : William Annand (Parti anti-confédération-libéral)
- Chef de l'Opposition : Hiram Blanchard (Parti conservateur)
- Lieutenant-gouverneur : Charles Hastings Doyle puis Joseph Howe et Adams George Archibald
- Législature : 25e (en)

## Événements

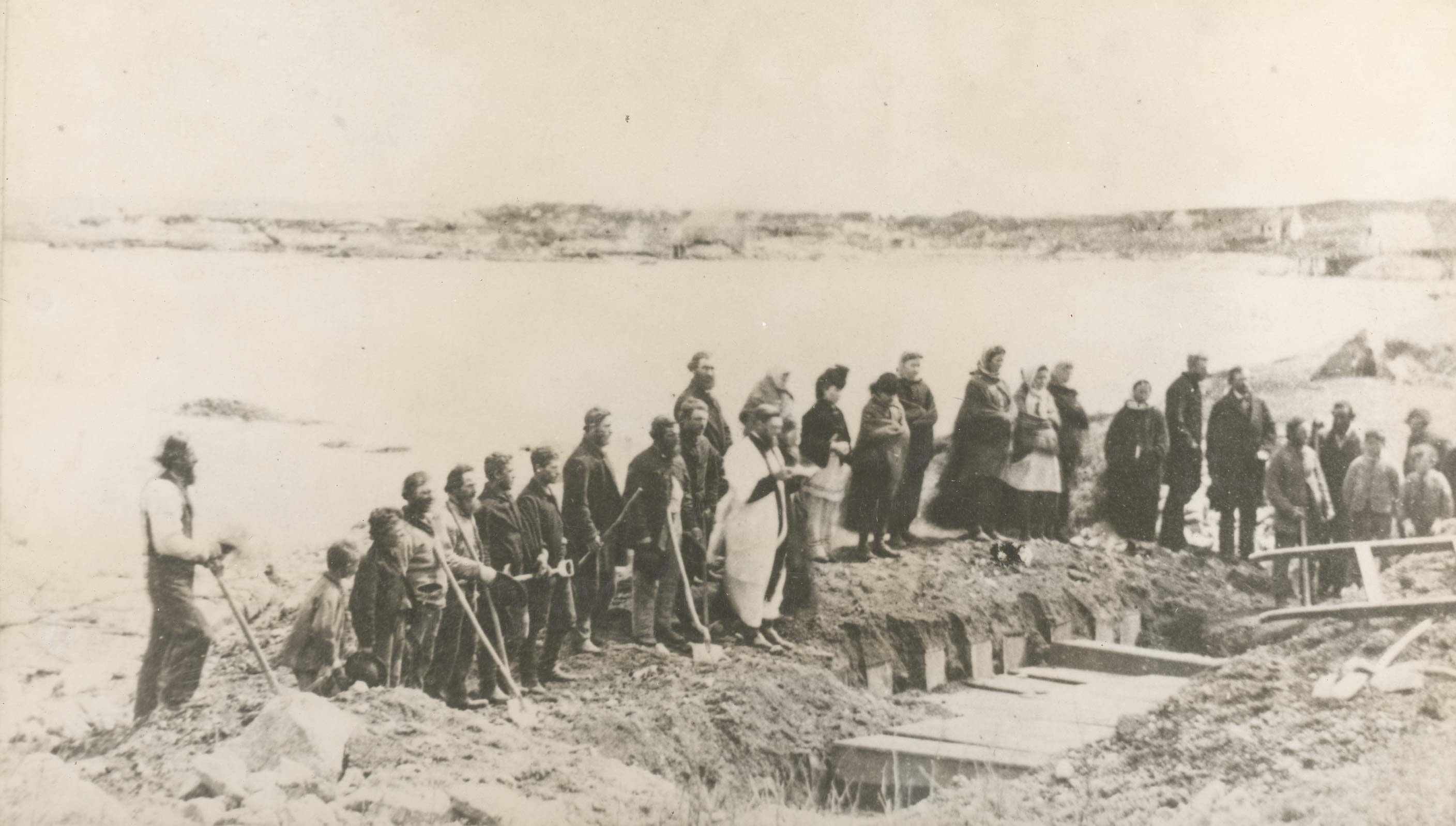
Service funéraire pour les victimes du naufrage du SS Atlantic à Lower Prospect, avril 1873

- 18 février : Le libéral John Taylor (en) remporte l'élection partielle de Halifax (en) à la suite de la mort du même parti William Garvie (en) le 15 décembre 1872.
- 1er avril : La SS Atlantic a fait naufrage au large de Peggy's Cove.
- 13 mai : Plus de soixante personnes sont tués dans l'explosion d'une mine de charbon.
- 5 juillet : Le libéral Monson Henry Goudge (en) remporte l'élection partielle fédérale de Hants à la suite de la démission du conservateur Joseph Howe.
- 25 août : Un ouragan frappe l'île du Cap-Breton tuant 500 personnes et cause beaucoup de dommages.
- 23 octobre : Le libéral David McCurdy (en) remporte l'élection partielle de Victoria (en) à la suite de la démission du conservateur Charles James Campbell (en).
- 20 décembre : Le libéral Angus McIsaac (en) remporte l'élection partielle fédérale d'Antigonish à la suite de la démission du conservateur Hugh McDonald et le libéral William Ross (en) est réélu député de Victoria face au conservateur Charles James Campbell (en).

## Naissances
- Margaret C. MacDonald (en), infirmière.

## Décès

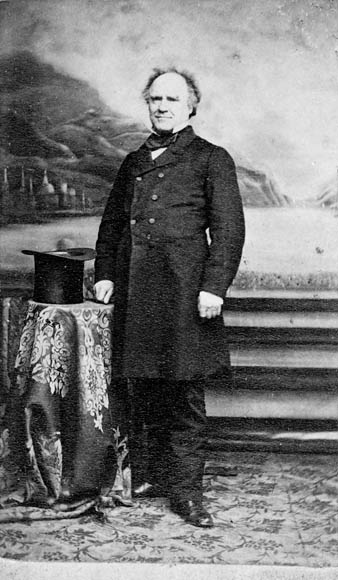
Joseph Howe

- 1er juin : Joseph Howe (né le 13 décembre 1804 à Halifax) est un propriétaire de journal et homme politique fédéral canadien et provincial de la Nouvelle-Écosse.
- 21 novembre : James William Johnston (en), premier ministre de la Nouvelle-Écosse.